# Municipio de Catawba Island
El municipio de Catawba Island (en inglés: Catawba Island Township) es un municipio ubicado en el condado de Ottawa en el estado estadounidense de Ohio. En el año 2010 tenía una población de 3599 habitantes y una densidad poblacional de 76,25 personas por km².

## Geografía
El municipio de Catawba Island se encuentra ubicado en las coordenadas 41°33′56″N 82°50′59″O / 41.56556, -82.84972. Según la Oficina del Censo de los Estados Unidos, el municipio tiene una superficie total de 47.2 km², de la cual 14.87 km² corresponden a tierra firme y (68.49%) 32.33 km² es agua.

## Demografía
Según el censo de 2010, había 3599 personas residiendo en el municipio de Catawba Island. La densidad de población era de 76,25 hab./km². De los 3599 habitantes, el municipio de Catawba Island estaba compuesto por el 97.72% blancos, el 0.44% eran afroamericanos, el 0.08% eran amerindios, el 0.61% eran asiáticos, el 0.03% eran isleños del Pacífico, el 0.31% eran de otras razas y el 0.81% pertenecían a dos o más razas. Del total de la población el 1.39% eran hispanos o latinos de cualquier raza.